# I Remember (The Johnnysの曲)
『I Remember』（アイ・リメンバー）は、1967年7月に米国限定で発売された、国外でThe Johnnys名義でのシングルである。

## 概要
The Johnnys名義。日本未発売。
2023年10月時点 未CD化。

## 収録曲
1. I Remember [2:10]
  - 作詞・作曲・編曲：J・ワーカー
2. Nothing Sacred [2:29]
  - 作詞・作曲・編曲：Chandler Mckendry